# یانکا کوپالا
یانکا کوپالا (بلاروسی: Я́нка Купа́ла؛ زاده ۷ ژوئیه [سبک قدیمی: ۲۵ ژوئن] ۱۸۸۲ درگذشته ۲۸ ژوئن ۱۹۴۲) یک شاعر، نویسنده، و نمایش‌نامه‌نویس اهل امپراتوری روسیه بود.